# SoKoナシLOVE
「SoKoナシLOVE」（そこなしラブ）は、1995年8月21日にリリースされたTOKIOの5作目のシングル。

## 解説
発売元はソニー・ミュージックレコーズ、販売元はソニー・ミュージックエンタテインメント（SRDL-4076）。現在は廃盤。

## 収録曲
1. SoKoナシLOVE (4分25秒)
作詞：工藤哲雄、作曲：都志見隆、編曲：白井良明
  - 山口達也主演 TBS系ドラマ『夏!デパート物語』予告編挿入歌

ドラマのOP/EDテーマではなく、予告編映像のみ使用されるという珍しいタイアップだった。
2. JUST YOU, TAKE YOU 〜君の瞳に溶けていく〜 (4分25秒)
作詞：工藤哲雄、作曲：都志見隆、編曲：西脇辰弥
3. SoKoナシLOVE（オリジナル・カラオケ）

## 収録アルバム
- BLOWING（#1, 2）
- Best E.P Selection of TOKIO（#1）
  - リミックスバージョンを収録。